# Премія Гільдії кіноакторів США за найкращу чоловічу роль другого плану
Премія Гільдії кіноакторів США за найкращу чоловічу роль другого плану — нагорода Гільдії кіноакторів США, яку присуджують щорічно з 1995 року.

## Лауреати та номінанти
Тут наведено повний список номінантів та лауреатів.
| Лауреати виділені окремим кольором. |

### 1995–1999
| 1995                     | |
| Лауреат                  | Номінанти |
| - Мартін Ландау «Ед Вуд» | - Семюел Л. Джексон «Кримінальне чтиво» - Чезз Пальмінтері «Кулі над Бродвеєм» - Гері Синіз «Форрест Гамп» - Джон Туртурро «Телевікторина» |

| 1996                     | |
| Лауреат                  | Номінанти |
| - Ед Харріс «Аполлон-13» | - Кевін Бейкон «Убивство першого ступеня» - Кеннет Брана «Отелло» - Дон Чідл «Диявол у блакитній сукні» - Кевін Спейсі «Звичайні підозрювані» |

| 1997                                     | |
| Лауреат                                  | Номінанти |
| - Кьюба Гудінг молодший «Джеррі Магуаєр» | - Генк Азарія «Клітка для пташок» - Натан Лейн «Клітка для пташок» - Вільям Мейсі «Фарго» - Ноа Тейлор «Блиск» |

| 1998                                    | |
| Лауреат                                 | Номінанти |
| - Робін Вільямс «Розумник Вілл Хантінг» | - Біллі Конноллі «Місіс Браун» - Ентоні Гопкінс «Амістад» - Грег Кіннер «Краще не буває» - Берт Рейнольдс «Ночі в стилі бугі» |

| 1999                       | |
| Лауреат                    | Номінанти |
| - Джеймс Кобурн «Скорбота» | - Роберт Дюваль «Цивільний позов» - Джеффрі Раш «Закоханий Шекспір» - Біллі Боб Торнтон «Простий план» - Девід Келлі «Сюрприз старовини Неда» |

### 2000–2009
| 2000                             | |
| Лауреат                          | Номінанти |
| - Майкл Кейн «Правила виноробів» | - Кріс Купер «Краса по-американськи» - Том Круз «Магнолія» - Майкл Кларк Дункан «Зелена миля» - Хейлі Джоел Осмент «Шосте відчуття» |

| 2001                            | |
| Лауреат                         | Номінанти |
| - Альберт Фінні «Ерін Брокович» | - Джефф Бріджес «Претендент» - Віллем Дефо «Тінь вампіра» - Ґері Олдмен «Претендент» - Хоакін Фенікс «Гладіатор» |

| 2002                                                | |
| Лауреат                                             | Номінанти |
| - Єн Маккеллен «Володар перснів: Братерство кільця» | - Джим Бродбент «Айріс» - Хайден Крістенсен «Життя як будинок» - Ітан Гоук «Тренувальний день» - Бен Кінґслі «Сексуальна бестія» |

| 2003                                          | |
| Лауреат                                       | Номінанти                                                                                              |
| - Крістофер Вокен «Спіймай мене, якщо зможеш» | - Кріс Купер «Адаптація» - Ед Харріс «Години» - Денніс Квейд «Далеко від раю» - Альфред Моліна «Фріда» |

| 2004                          | |
| Лауреат                       | Номінанти |
| - Тім Роббінс «Таємнича ріка» | - Кріс Купер «Фаворит» - Алек Болдвін «Гальмо» - Ватанабе Кен «Останній самурай» - Бенісіо дель Торо «21 грам» |

| 2005                                          | |
| Лауреат                                       | Номінанти |
| - Морган Фрімен «Крихітка на мільйон доларів» | - Джеймі Фокс «Співучасник» - Джеймс Гарнер «Щоденник пам'яті» - Фредді Гаймор «Чарівна країна» - Томас Гейден Черч «На узбіччі» |

| 2006                      | |
| Лауреат                   | Номінанти |
| - Пол Джіаматті «Нокдаун» | - Дон Чідл «Зіткнення» - Метт Діллон «Зіткнення» - Джордж Клуні «Сиріана» - Джейк Джилленголл «Горбата гора» |

| 2007                        | |
| Лауреат                     | Номінанти |
| - Едді Мерфі «Дівчата мрії» | - Леонардо ДіКапріо «Відступники» - Джекі Ерл Гейлі «Як малі діти» - Джимон Хонсу «Кривавий діамант» - Алан Аркін «Маленька міс Щастя» |

| 2008                                  | |
| Лауреат                               | Номінанти |
| - Хав'єр Бардем «Старим тут не місце» | - Кейсі Аффлек «Як боязкий Роберт Форд убив Джесі Джеймса» - Том Вілкінсон «Майкл Клейтон» - Гел Голбрук «Тепер я йду у дику далечінь» - Томмі Лі Джонс «Старим тут не місце» |

| 2009                        | |
| Лауреат                     | Номінанти |
| - Гіт Леджер «Темний лицар» | - Джош Бролін «Харві Мілк» - Роберт Дауні-молодший «Грім у тропіках» - Філіп Сеймур Гоффман «Сумнів» - Дев Патель «Мільйонер із нетрів» |

### 2010–2018
| 2010                                | |
| Лауреат                             | Номінанти |
| - Крістоф Вальц «Безславні виродки» | - Метт Деймон «Нескорений» - Вуді Гаррельсон «Посланник» - Крістофер Пламмер «Остання неділя» - Стенлі Туччі «Милі кістки» |

| 2011                    | |
| Лауреат                 | Номінанти |
| - Крістіан Бейл «Боєць» | - Джон Гоукс «Зимова кістка» - Джеремі Реннер «Місто» - Марк Руффало «Дітки в порядку» - Джеффрі Раш «Промова короля» |

| 2012                             | |
| Лауреат                          | Номінанти |
| - Крістофер Пламмер «Початківці» | - Кеннет Брана «7 днів і ночей з Мерилін» - Армі Гаммер «Дж. Едгар» - Джона Гілл «Людина, яка змінила все» - Нік Нолті «Воїн» |

| 2013                        | |
| Лауреат                     | Номінанти |
| - Томмі Лі Джонс «Лінкольн» | - Хав'єр Бардем «007: Координати «Скайфолл» - Роберт де Ніро «Мій хлопець — псих» - Філіп Сеймур Гоффман «Майстер» - Алан Аркін «Операція "Арго"» |